# Скит

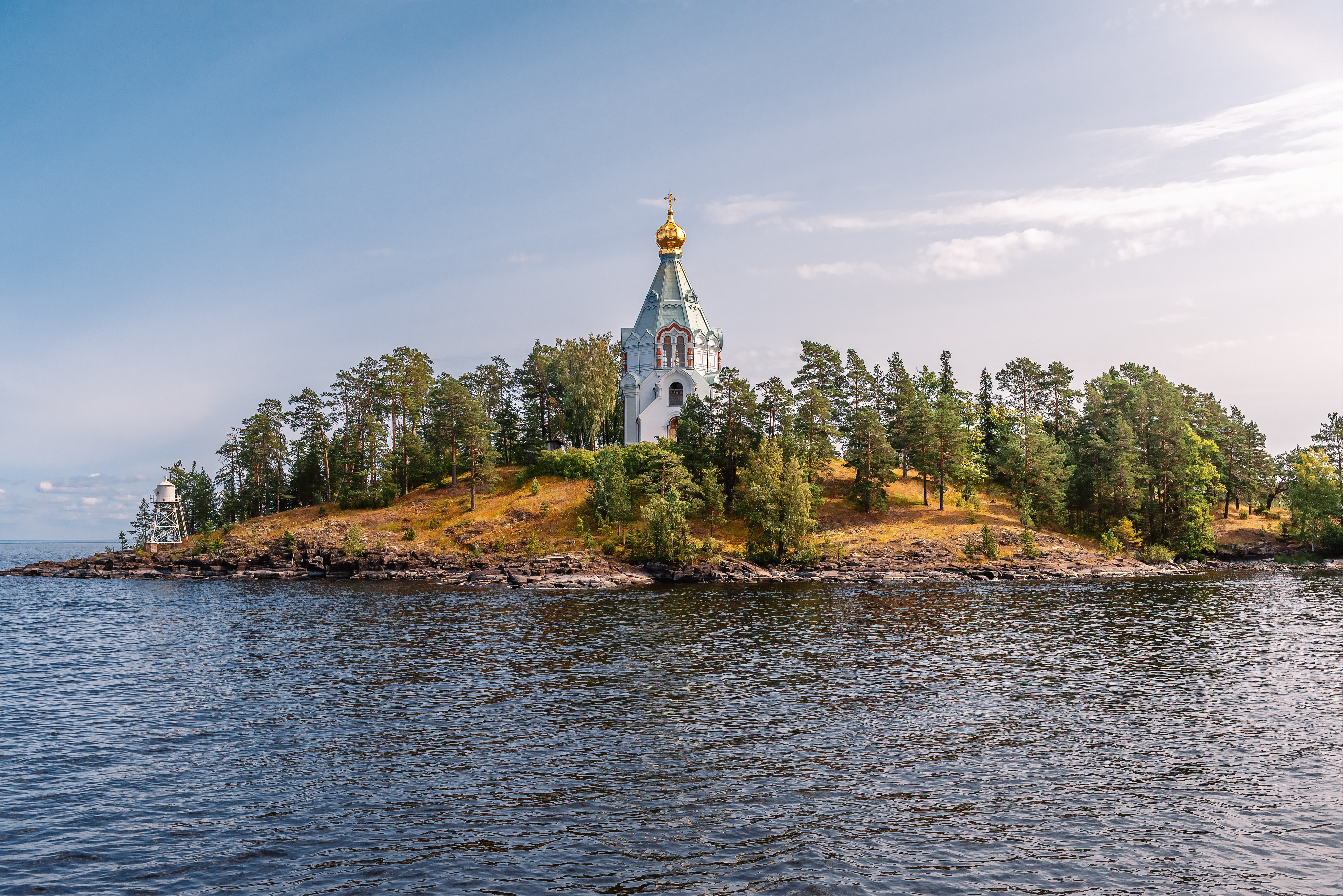
Никольский скит Валаамского монастыря

Скит (греч. σκήτη от копт. Ϣⲓϩⲏⲧ, «Шихет» — коптского названия одной из долин на севере Египта) — в общем случае место жительства христианских монахов, отдалённое от крупных поселений людей. Распространены главным образом в православии (вначале — на Ближнем Востоке, впоследствии — в Греции, России и других странах).
В силу долгой истории православного монашества понятие скит применялось к разным типам монашеских поселений: это могла быть как отдельно устроенная келья, в которой жил монах-отшельник, так и относительно крупный монастырь, подчинённый другому, ещё более крупному.
Название происходит от Скитской пусты́ни — места первоначального распространения христианского монашества.

## Первые скиты
С зарождением христианского монашества, скиты стали исторически первым видом монашеских поселений. Монастырей тогда ещё не было, как не было и общежительного устава, который стал основой для появления собственно монастырей.

## Афонские скиты

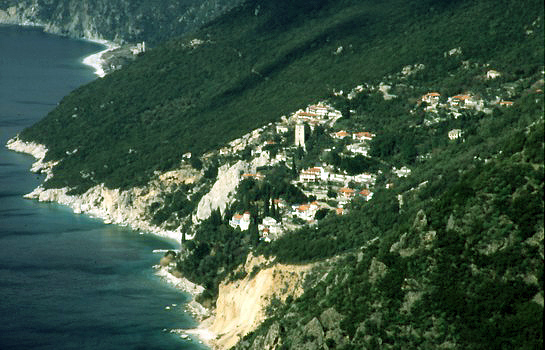
Новый Скит на Афоне.

На святой горе Афон скитом, как правило, называют небольшой монашеский посёлок, состоящий из отдельных калив и подчинённый одному из двадцати правящих монастырей. Скит святой Анны в Великой Лавре состоит из одного храма и пяти келий.
Существуют также общежительные скиты, которые в действительности ничем не отличаются от монастырей, кроме подчинения одному из них (например, скит Продром), поскольку не имеют статуса монастыря

## Скиты в русском православии
Монахи, живущие в скиту, принимают дополнительные обеты (например, строгого поста, усиленной молитвы, затворничества и тому подобные).
Скит обычно закрыт для посещения посторонними лицами. Жизнь в скиту отличается более строгим, чем в монастыре, уставом.
В старообрядчестве скитом может называться как небольшой монастырь, так и поселение монастырского типа. Примером может служить Комаровский скит, представляющий собой небольшое поселение из нескольких обителей в форме срубов (Игнатьева, Ионина, Манефина обитель и пр). Владимир Даль в своём «Словаре…» так описывает старообрядческие скиты: «строились втихомолку, исподволь, и состоят из хороших, отдельных изб, о многих покоях, с переходами, выходами во все стороны, с тайниками, чердачками, чуланчиками и жилыми подпольями, также нередко между собою связанными под землёй». Скитом может называться и совокупность кельи, амбара и поклонного креста (Исааковская пустынь).
На Валааме скитами называли отдельные постройки, в которых располагались как кельи монахов, так и домовые церкви.